# Constanza Báez
Constanza María Báez Jalil (sinh ngày 4 tháng 1 năm 1991) là một nhà kinh tế học, người mẫu và thí sinh tham gia cuộc thi sắc đẹp người Ecuador. Cô được trao vương miện Hoa hậu Ecuador 2013 và đại diện cho Ecuador tham gia cuộc thi Hoa hậu Hoàn vũ 2013 và đoạt danh hiệu Á hậu 2.

## Đầu đời
Cô sinh ra là con của người cha Ecuador và một người mẹ có nửa dòng máu Li Băng. Báez có thể nói tiếng Tây Ban Nha, tiếng Anh, tiếng Đức và tiếng Ả Rập. Cô tốt nghiệp với bằng Kinh tế từ Đại học Santa María de Guayaquil. Cô hiện đang làm việc với vai trò là một nhà kinh tế và một người mẫu chuyên nghiệp.

## Hoa hậu Ecuador 2013
Báez, cao 1,75 m (5 ft 9 in), tham gia với tư cách là đại diện của Pichincha, là một trong 15 thí sinh tham dự cuộc thi sắc đẹp quốc gia mang tên Hoa hậu Ecuador 2013, phát sóng trực tiếp vào ngày 8 tháng 3 năm 2013 tại Guayaquil, cuộc thi mà cô nhận được giải thưởng Hình tốt nhất, và trở thành người chiến thắng cuối cùng, giành quyền đại diện cho Ecuador tham gia cuộc thi Hoa hậu Hoàn vũ 2013. Đây là nỗ lực đầu tiên của Báez để tham dự một cuộc thi tranh giành danh hiệu.

## Hoa hậu Hoàn vũ 2013
Báez đại diện cho Ecuador tham gia cuộc thi Hoa hậu Hoàn vũ 2013 vào thứ bảy, ngày 9 tháng 11 năm 2013 tại Moskva, Nga và đoạt danh hiệu Á hậu 2. Đây là vị trí cao nhất mà Ecuador đã đạt được tại Hoa hậu Hoàn vũ cho đến thời điểm này.
Baez chỉ là người phụ nữ thứ ba đại diện cho Ecuador vào đến vòng bán kết. Lần đầu tiên là vào năm 1981 Lucia Vinueza, thí sinh lọt Top 12. Thứ hai là vào năm 2004 (được tổ chức tại Ecuador) với Susana Rivadeneira, người lọt Top 10 chung cuộc.